# Międzygminny Związek Komunikacyjny

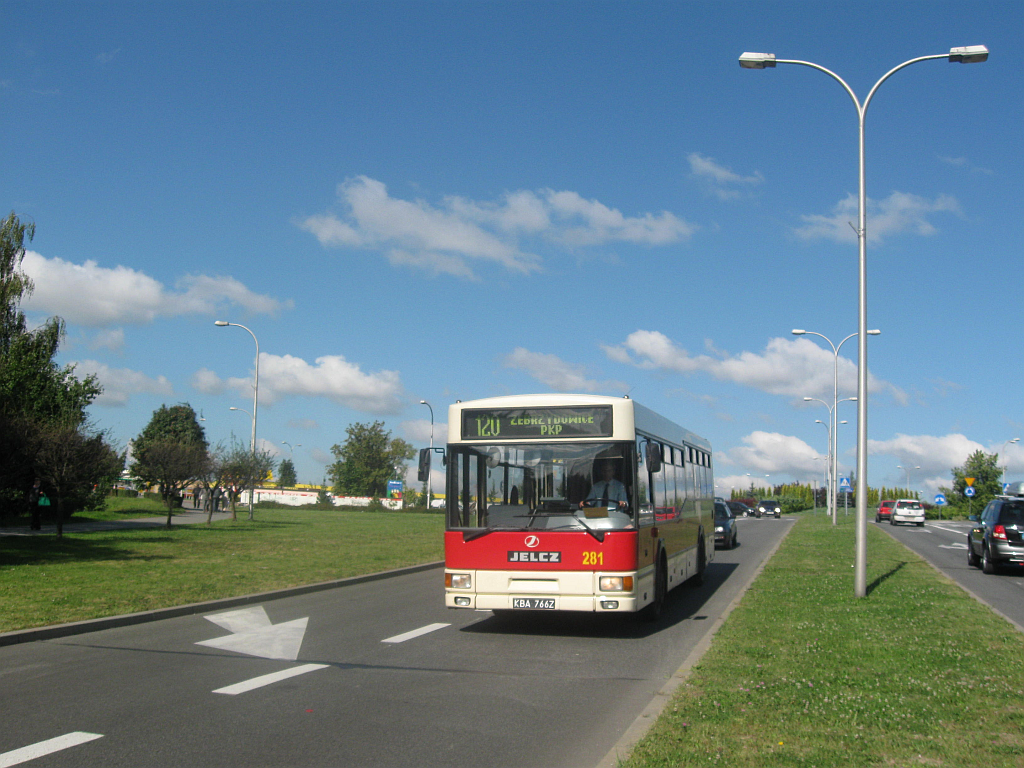
Autobus Jelcz M121M w Jastrzębiu-Zdroju (2008)

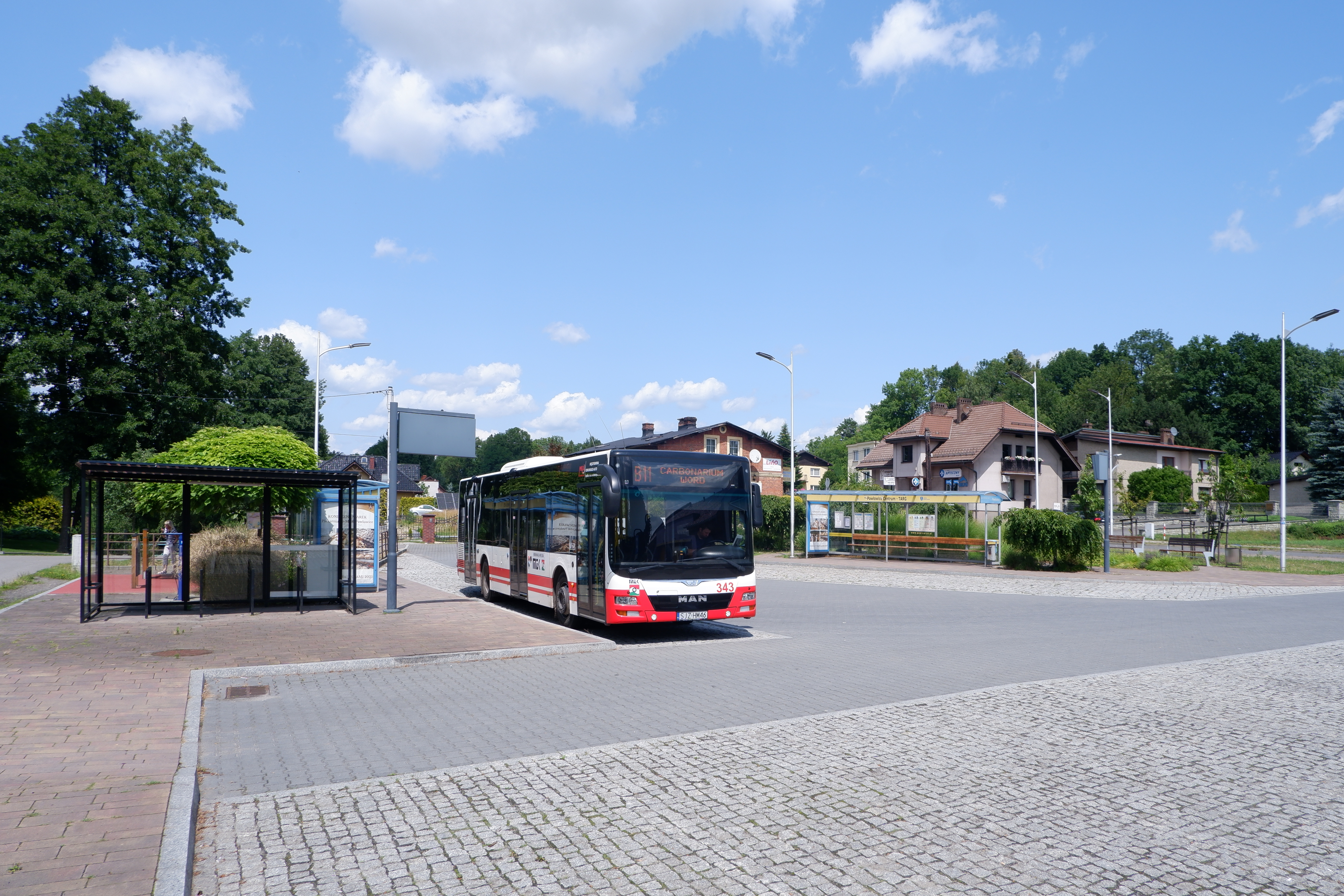
Autobus MAN Lion's City w Pawłowicach (2025)

Międzygminny Związek Komunikacyjny z siedzibą w Jastrzębiu-Zdroju – związek międzygminny w województwie śląskim założony w celu współpracy gmin w zakresie lokalnego transportu zbiorowego.
Związek powstał 4 kwietnia 1991 roku, utworzony przez dziewięć gmin. Na siedzibę Związku wybrano miasto Jastrzębie-Zdrój, które do stowarzyszenia przystąpiło w tym samym roku.
W 2022 MZK Jastrzębie-Zdrój organizuje komunikację na terenie 17 gmin. Są to: Jastrzębie-Zdrój (siedziba związku), gmina Mszana, gmina Pawłowice, Pszów, Radlin, Rydułtowy, gmina Marklowice, Żory, gmina Suszec, Czerwionka-Leszczyny (miasto i gmina) oraz nie będące członkami stowarzyszenia: Rybnik, Wodzisław Śląski, gmina Zebrzydowice, gmina Ornontowice, Orzesze, Knurów i gmina Świerklany.

## Historia MZK w Jastrzębiu Zdroju
Do 1991 roku na obszarze całego województwa katowickiego, komunikacją miejską zajmowało się głównie Wojewódzkie Przedsiębiorstwo Komunikacyjne w Katowicach, którego organem założycielskim był wojewoda. Przedsiębiorstwo to posiada wielozakładową strukturę organizacyjną (kilkanaście zakładów komunikacyjnych posiadało swoje siedziby w większych miastach województwa) o scentralizowanej formie zarządzania. W takiej strukturze funkcjonował min. Zakład Komunikacyjny nr 9 w Jastrzębiu-Zdroju, posiadający zajezdnie autobusowe w Jastrzębiu-Zdroju, Wodzisławiu Śląskim, Rybniku i Raciborzu. W 1991 roku WPK podzielono przedsiębiorstwa Komunikacji Miejskiej w oparciu o zakłady komunikacyjne, a w niektórych przypadkach o zajezdnie autobusowe. w Jastrzębiu Zdroju powstało wówczas Przedsiębiorstwo Komunikacji Miejskiej (PKM) z zajezdniami w Jastrzębiu, Wodzisławiu Śląskim i Rybniku. Na obszarze aglomeracji Rybnickiego Okręgu Węglowego (ROW) przedsiębiorstwo to pełniło rolę organizatora i jedynego przewoźnika komunikacji miejskiej. Kłopoty finansowe PKM-u, dekapitalizujący się tabor, prowadziły często do zawieszania kursów czy nawet linii. Przedsiębiorstwo coraz częściej zaczynało występować o środki finansowe do gmin, pod groźbą dalszego ograniczenia komunikacji.
Zachodzące zmiany w gospodarce polskiej, w tym reforma samorządowa oraz zmiany własności i zasad funkcjonowania przedsiębiorstw to czynniki, które zapoczątkowały zmiany komunikacji miejskiej w Polsce. Ustawa z dnia 8 marca 1990 roku o samorządzie terytorialnym, nałożyła na samorządy obowiązek zaspokojenia zbiorowych potrzeb wspólnoty lokalnej, w tym również lokalnego transportu zbiorowego jako zadanie własne gmin. Natomiast przepisy wprowadzające ustawy o samorządzie terytorialnym i pracownikach samorządowych z dnia 10 maja 1990 r., stanowiły o komunalizacji mienia, zobowiązując gminy do wyboru organizacyjno-prawnej formy prowadzenia działalności przez przejęte przedsiębiorstwa. Ww. przepisy prawne przekazały gminom odpowiedzialność za zapewnienie komunikacji miejskiej na swoim terenie oraz mienie służące temu celowi. Jednocześnie na gminy przeszła gestia ustalania cen za przejazdy oraz obowiązek zapewnienia dotacji.
W świetle przedstawionych wyżej faktów, gminy Rybnickiego Okręgu Węglowego doszły do wniosku, że nałożone na nie dodatkowe zadania będą realizować wspólnie w ramach związku komunalnego. Wtedy to, w dniu 4 kwietnia 1991 roku, dziewięć gmin ROW utworzyło Międzygminny Związek Komunikacyjny (MZK). Na siedzibę Związku wybrano miasto Jastrzębie-Zdrój, które w lipcu w tym samym roku przystąpiło do MZK. W 1992 roku na mocy decyzji wojewody katowickiego, majątek PKM w Jastrzębiu-Zdroju został skomunalizowany na rzecz MZK. Od 1993 roku po przejęciu zadań planowania, organizacji, kontroli i dystrybucji biletów, MZK stał się pełnym Organizatorem komunikacji miejskiej na terenie gmin tworzących Związek. Natomiast Przedsiębiorstwo Komunikacji Miejskiej stało się przewoźnikiem realizującym przewozy na zlecenie Związku.
Z biegiem czasu do Związku przystąpiły nowe gminy, tj.: Pawłowice, Rydułtowy (1992), Jejkowice (1993) Marklowice i Pszów (1995). W 1994 roku ze związku wystąpiła gmina Gaszowice. Na podstawie odrębnych umów o charakterze gospodarczym, Związek rozszerzył zasięg przestrzenny organizowania komunikacji miejskiej na sąsiednie gminy (tj. Gorzyce, Lubomia, Ornontowice i Orzesze). Do końca 1995 roku MZK organizował komunikację na terenie 18 gmin. Zamieszkała ludność na tym terenie to około 560 tys. osób. Przewozy wykonywało 8 przewoźników o różnej formie własności (komunalnej, państwowej i prywatnej), przewożąc około 5 mln pasażerów miesięcznie na 88 liniach, przejeżdżając około 1 miliona kilometrów. Z dniem 1 stycznia 1996, ze Związku wystąpiły gminy Rybnik i Jejkowice. Rolę organizatora na terenie tych gmin przyjęło miasto Rybnik. W 1997 roku do związku przystąpiła nowo powstała gmina Radlin. Dwa lata później wystąpiła gmina Zebrzydowice. Od 1 stycznia 2005 roku Gmina Świerklany przestała być członkiem Związku.

## Przewoźnicy
Obsługę linii komunikacyjnych MZK zapewniają spółki:
- Międzygminna Komunikacja Autobusowa sp. z o.o
- Kłosok Żory sp. z o.o.
- Firma Przewozowa "MIKRUS" s.c.
- Krzysztof Kempny NFU